# Джонатан (черепаха)
Джонатан (англ. Jonathan; нар. бл. 1832 року) — це самець альдабрської черепахи (Aldabrachelys gigantea hololissa), що живе на острові Святої Єлени, який належить до Британських заморських територій в Атлантичному океані. Черепаха живе на території Будинку Плантації (англ. Plantation House), який є офіційною резиденцією губернатора, і її власником є уряд островів. За час, що Джонатан живе на острові, там змінилося 28 губернаторів.

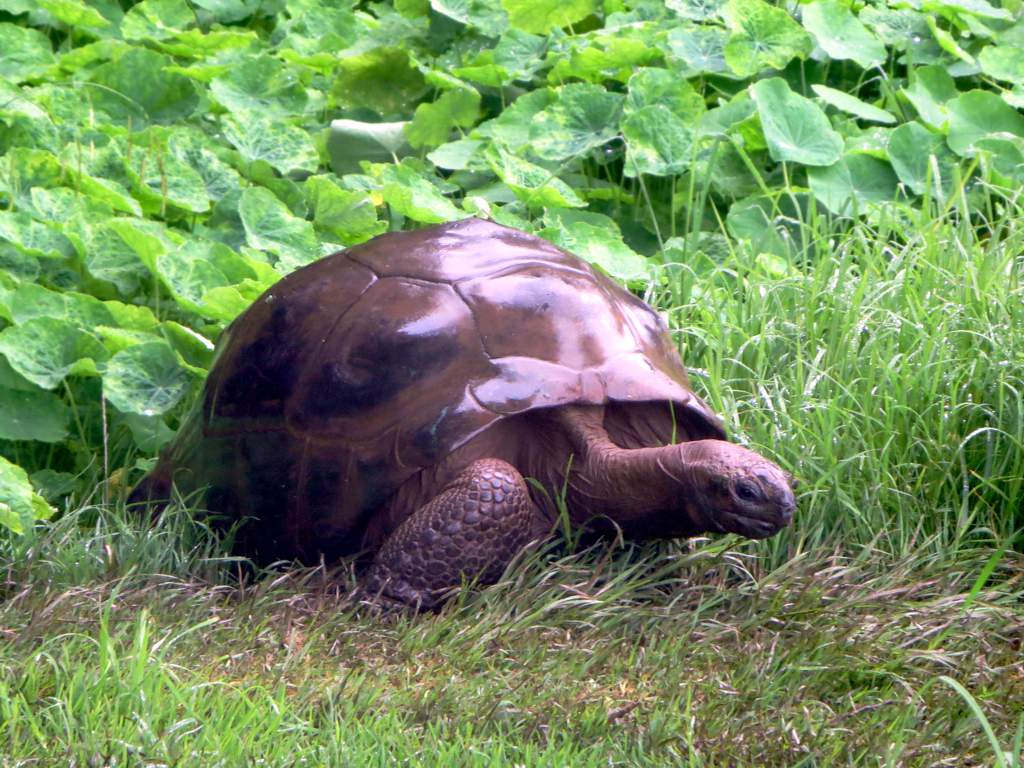
Джонатан (вересень 2014 року)

1882 року чотирьох черепах із Сейшельських Островів привезли на острів Святої Єлени. Усім тваринам було приблизно 50 років. В 1930 році сер Спенсер Девіс (англ. Spencer Davis), губернатор Островів Святої Єлени, Вознесіння і Тристан-да-Кунья, дав одній із тих черепах власне ім'я — «Джонатан».
5 грудня 2008 року у газеті «Дейлі мейл» було опубліковано статтю, у якій стверджувалося, що Джонатану є принаймні 176 років. Твердження базувалося на віднайденій старій фотографії з колекції світлин періоду Другої англо-бурської війни, де поруч із в'язнем тієї війни зображено черепаху, що їсть траву. У статті було помилково вказано, що Джонатан належить до виду Testudinipae cytodira (Testudinidae — це родина, а Cryptodira — підряд). 
На початку травня 2023 року, Джонатан відзначив своє 190-річчя і став найстарішою черепахою-довгожителем в світі.
У лютому 2014 року, у рамках Естафети Королеви, що проводилася перед Іграми Співдружності 2014, естафетна паличка була вручена і губернатору Марку Кейпсу, який сфотографувався разом із паличкою та Джонатаном на території резиденції.
У березні 2014 року, BBC Radio показав Джонатана в епізоді програми «Від нашого власного кореспондента» (англ. From Our Own Correspondent), після того як Саллі Кеттл (англ. Sally Kettle), океанічний веслувальник, відвідав острів Святої Єлени.
Джонатан також зображений на звороті п'ятипенсової монети Святої Єлени. Його доглядає ветеринар Джонатан Голлінс (англ. Jonathan Hollins).